# Nojakert
Nojakert – wieś w Armenii, w prowincji Ararat. W 2011 roku liczyła 1634 mieszkańców.